# Foul Play
Foul Play és una pel·lícula humorística estatunidenca dirigida el 1978 per Colin Higgins.

## Argument
En sortir d'una festa, una tímida bibliotecària de San Francisco, Gloria Mundy recull un noi en autoestop. Es tracta d'un policia camuflat que té en el seu poder un microfilm relacionat amb un complot per assassinar el Papa. Quan es citen per anar al cinema, ell mor assassinat mentre que ella és víctima d'una persecució. Els que la segueixen esbrinen on treballa i intenten assassinar-la. Llavors és quan coneix Tony Carlson, un policia que s'encarregarà de protegir-la, de qui s'enamorarà i l'ajudarà a desbaratar un atemptat contra el Papa.

## Repartiment
- Goldie Hawn: Gloria Mundy
- Chevy Chase: Tony Carlson
- Burgess Meredith: Mr Hennessey
- Rachel Roberts: Delia Darrow / Gerda Casswell
- Eugene Roche: Arquebisbe Thorncrest / el seu germà
- Dudley Moore: Stanley Tibbets
- Marilyn Sokol: Stella
- Brian Dennehy: Fergie
- Marc Lawrence: Rupert Stiltskin
- Chuck McCann: Gerent del teatre
- Billy Barty: J.J. MacKuen
- Don Calfa: Scarface
- Bruce Solomon: Bob Scott
- Cooper Huckabee: Sandy
- Pat Ast: Mrs Venus

## Nominacions
- 1979. Oscar a la millor cançó original per Charles Fox (música) i Norman Gimbel (lletra) per la cançó "Ready to Take a Chance Again"
- 1979. Globus d'Or a la millor pel·lícula musical o còmica
- 1979. Globus d'Or al millor actor musical o còmic: Chevy Chase
- 1979. Globus d'Or a la millor actriu musical o còmica per Goldie Hawn
- 1979. Globus d'Or al millor actor secundari: Dudley Moore
- 1979. Globus d'Or al millor guió: Colin Higgins
- 1979. Globus d'Or a la millor cançó original per Charles Fox (música) i Norman Gimbel (lletra) per la cançó "Ready to Take a Chance Again"

## Al voltant de la pel·lícula
- El nom del personatge Gloria Mundy interpretat per Goldie Hawn fa referència a l'expressió Sic transit gloria mundi pronunciada en la cerimònia d'entronització d'un papa.